# Rácz Sándor (politikus)
Rácz Sándor (Hódmezővásárhely, 1933. március 17. – Budapest, 2013. április 30.) magyar politikus, az 1956-os forradalmi munkásmegmozdulások egyik vezéralakja, a Nagy-Budapesti Központi Munkástanács elnöke, a Kádár-diktatúra idején az ellenzéki értelmiségi mozgalmak résztvevője, a Magyarok Világszövetségének tiszteletbeli elnöke volt.

## Élete

### Gyerekkora
Rácz Lajos és Nagy Rozália harmadik gyermekeként született. Izsákon nevelkedett, 76(!) ismert unokával rendelkező nagymamájánál, hétéves korától kezdve tehénpásztorkodott Beck Gyulánál. A második világháború alatt a család egy zsidó férfit bújtatott.
1946. augusztus 15-én elhagyta Izsákot. Solymár György budafoki katolikus pap csellengő háborús árvák számára sebtében szervezett gimnáziumában tanult tovább, emellett műbútorasztalosságot is tanult. 1953–55 között sorkatonai szolgálatot teljesített.

### A forradalom
1956. október 29-én a Beloiannisz gyár munkástanácsába, majd november 16-án a Nagy-Budapesti Központi Munkástanács elnökévé választották. A tanács 48 órás sztrájkot hirdetett Kádár ellen, Nagy Imre szabadon bocsátását követelve. November és december hónapokban különféle ügyekben tárgyalt a kormánnyal (Rácz elmondása szerint Apró Antal például három miniszteri tárcát ajánlott az NBKMT vezetőinek, amit azok elutasítottak) és a szovjet katonai vezetőkkel (például a szovjet katonai  városparancsnokkal, Grebenyik tábornokkal, illetve Ivan Alekszandrovics Szerovval), hol eredményesen, hol eredménytelenül. December 11–12-én a második 48 órás sztrájk során a NBKMT követelte a letartóztatott munkástanács-elnökök szabadon bocsátását, és tiltakozott a 131 halálos áldozatot követelő salgótarjáni sortűz ellen. December 11-én Kádár a Parlamentbe hívta tárgyalni, ahol letartóztatták.

### Rabsága Kádár börtöneiben
1958. március 17-én, 25. születésnapján életfogytig tartó börtönbüntetésre ítélték. Büntetését különböző fogházakban töltötte, olyan társakkal együtt, mint Bibó István, Mécs Imre, Nagy László vagy Faddy Ottmár. 1960-ban a Kisfogházban raboskodott, ablaka a vesztőhelyre nézett, ahol egy hónapon keresztül naponta látta öt-tíz forradalmár kivégzését.
1963-ban amnesztia révén szabadult.  
A Híradástechnikai Szövetkezetnél tudott elhelyezkedni, a hatóságok állandóan zaklatták.[forrás?] 1972. október 23-án balesetnek álcázott merényletet követtek el ellene, melyben súlyos, maradandó gerincsérülést szerzett.

### Ellenzéki tevékenysége a Kádár-korszakban
1973. október 23-án a Mátyás-templomban eskették össze Damásdi Anikóval, akinek apját a szovjetek hurcolták el. Az esküvőn a vártnál nagyobb tömeg vett részt, és néma rendszerellenes tüntetéssé vált. Másnap Kádár a KB-ülésen indulatosan panaszolta, hogy még az eskető pap (nem más, mint Faddy Ottmár, az egykori rabtárs) is börtöntöltelék.

#### A Rácz-előadássorozat
A hetvenes évek elejétől mintegy húsz éven keresztül volt rabtársa, Krassó György rábeszélésére (természetesen illegális) előadásokat tartott több magyar nagyváros magánházaiban, például Debrecenben és Miskolcon, alkalmanként néhány tíz-százfős (általában egyetemista) hallgatóság előtt az 1956-os forradalomról és a kommunizmus bűneiről.
1987-től kezdve enyhült a rendszer szorítása. Rácz külföldi utakat tehetett, találkozott például Zbigniew Brzezinskivel, és fogadta id. George Bush is. 1988. március 15-én azonban egy rendőri különítmény hajnalban felriasztotta, a Gyűjtőfogházba szállította, és csak éjfélkor engedte el. A hirtelen kíváncsiság célját nem nehéz kitalálni: Rácz nem lehetett ott a Petőfi-szobornál.

### Tevékenysége a rendszerváltás után
1988-ban még Göncz Árpáddal és Litván Györggyel együtt szervezni kezdték a Történelmi Igazságtétel Bizottságot (TIB), de Göncz és Rácz útjai hamar elváltak. Rácz ugyanis nem értett egyet az alapszabálytervezet két pontjával: ő 1945-öt, míg Göncz 1948-at jelölte meg az igazságszolgáltatás kezdetének (erre Göncz lakonikusan annyit kérdezett: „Mi van, Sanyikám, te a fasisztáknak is igazságtételt akarsz?”), míg a másik pont olyan szellemben nyilatkozott Horthy Miklósról, amit Rácz becsületsértőnek ítélt.[forrás?]
1989. június 16-án Nagy Imre újratemetésén az egyik szónok ő volt. A Fidesz többször megkereste, tiszteletbeli taggá is választották, köztársasági elnökké jelölésének támogatását napirendre vették, azonban Orbán Viktor lebeszélte erről a tagságot. 1989-ben a Krassó György-féle Magyar Október Párt köztársasági elnöknek javasolta. 1993-ban az FKGP vezetését megszerző Torgyán Józsefhez csatlakozott, aki azonban később egyszerűen kitette a pártból.[forrás?]
2003. augusztus 18-án a Magyarok Világszövetségének tiszteletbeli elnökévé választották.

## Művei
- Vádirat a népi demokratikus államrend megdöntésére irányuló mozgalom vezetésének bűntette és egyéb bűncselekmények miatt Rácz Sándor és társai elleni bűnügyben; ABC Független, Bp., 1984
- Rácz Sándor. 1. 1987. 2. 1989; Magyar Szabadságharcos Világszövetség Los Angeles-i Szervezete, Los Angeles, 1987–1989
- Parázsló szándék. Emlékek és tények 1956-ból; Rácz S.–Rácz A., Izsák, 2005
- 1958–2008; s.n., s.l., 2008